# Klebsiella
Klebsiella  es un género de bacterias   inmóviles, Gram-negativas, anaerobias facultativas y  con una prominente cápsula de polisacáridos.
La klebsiella es un frecuente patógeno humano.
Recibe ese nombre en honor al microbiólogo alemán Edwin Klebs (1834-1913).
Los organismos bacteriales del género Klebsiella pueden encabezar un amplio rango de estados infecciosos, sobre todo neumonía. Entre ellos, cabe destacar los siguientes:
- Klebsiella pneumoniae: infecciones del tracto urinario, septicemia, e infecciones de tejidos blandos.[2]
- Klebsiella ozaenae: rinitis atrófica.
- Klebsiella rhinoscleromatis: infecciones en vías respiratorias, causando rhinoescleroma o escleroma.
- Klebsiella oxytoca: infecciones en tracto urinario, infecciones en tracto digestivo y colitis, faringitis aguda, septicemia.

Las  especies del género Klebsiella son fijadoras de nitrógeno y son ubicuas en la naturaleza.

## Taxonomía
En 2001, Drancourt et al. propusieron la creación del género Raoultella conformado por las especies K. planticola, K. ornithinolytica y K. terrigena, además de R. electrica, basándose en análisis del ARN ribosomal 16S y los genes rpoB. Sin embargo, esta clasificación ha sido discutida por algunos estudios posteriores que revelan que Raoultella es monofilético pero incluido entre diferente especies de Klebsiella y recomiendan la reunificación de este con Klebsiella. Esta recomendación no ha sido adoptada por la organización ICSP que tiene la autoridad para la nomenclatura de bacterias y las especies de Raoultella continúan conservando sus nombres en abril de 2022.